# Archidiocèse de Pétra
L'archidiocèse de Pétra, ou archidiocèse de Rabath ou encore archidiocèse de la Pierre du Désert, était un archidiocèse situé dans la seigneurie d'Outre-Jourdain, elle même située dans le royaume latin médiéval de Jérusalem. C'est de nos jours un siège titulaire.

## Histoire

### Antiquité
Le diocèse de Pétra est initialement un diocèse métropolitain (en) de la province de Palaestina Tertia (en).  
La conquête islamique du VIIe siècle avait mis fin au contrôle byzantin sur la région et, par conséquent, à la protection des communautés chrétiennes. Cependant, des communautés chrétiennes palestiniennes et syriennes étaient restées présentes dans la région pendant une bonne partie de la période d'occupation islamique.

### Moyen Âge
Rétabli à l'époque des Croisades, le diocèse couvrait la région d'Outre-Jourdain et comprenait le monastère Sainte-Catherine sur le mont Sinaï, bien que la protection des Croisés s'étendît rarement jusque-là.
Les communautés franques s'accrurent rapidement et, avant la reconquête de Saladin, la région comptait un nombre croissant de communautés catholiques. Après la destruction du royaume de Jérusalem par Saladin, le peu de protection dont bénéficiaient les chrétiens fut supprimé et les communautés chrétiennes naissantes furent rapidement anéanties.
Néanmoins, plusieurs monastères isolés ont subsisté à divers degrés de précarité, rendant nécessaire la nomination d'archevêques jusqu'à l'époque moderne. Cependant, à la fin du XIXe siècle et au début du XXe siècle, les vestiges de la vie monastique et les rares fidèles qui subsistaient furent éliminés par les raids bédouins et turcs, entraînant la disparition du diocèse.

## Liste des évêques grecs
- Astérios (fl. 343–362)
- Germanus (fl. 359), un Arien
- Jason (fl. 446)
- Jean (fl. 457)
- Théodore (fl. 536)
- Athénogène de Jérusalem (en) (fin VIe siècle ou fin VIIe siècle)

## Liste des archevêques
- Guerric (c. 1167–1190), décédé en 1190 lors du siège de Saint-Jean-d'Acre

Les successeurs de Guerric ne sont pas connus.